# 前橋南インターチェンジ
前橋南インターチェンジ（まえばしみなみインターチェンジ）は、群馬県前橋市鶴光路町にある北関東自動車道のインターチェンジ。前橋市と佐波郡玉村町との市町境付近に位置する。

## 歴史
- 2001年（平成13年）3月31日：高崎JCT - 伊勢崎IC間開通に伴い、供用開始[2]。

## 周辺
- 前橋市下川淵出張所
- 前橋市立下川淵小学校
- 前橋鶴小路郵便局
- ベイシアビジネスセンター（本社社屋）
- JAビル（JA全農ぐんま本部）
- パワーモール前橋みなみ（ショッピングモール）
- 力丸工業団地
- ユニクロ 前橋南インター店

## 接続する道路
- 直接接続
  - E50北関東自動車道(1番)
  - 群馬県道11号前橋玉村線

## 料金所
- ブース数：6

### 入口
- ブース数：2
  - ETC専用：1
  - 一般：1

### 出口
- ブース数：4
  - ETC専用：1
  - ETC・一般：1
  - 一般：2

## 隣
E50 北関東自動車道
(9-2) 高崎JCT - (1) 前橋南IC - (2) 駒形IC